# سعيد بن سلطان البوسعيدي
سعيد بن سلطان بن أحمد بن سعيد البوسعيدي (1204 هـ - 1791 / 1273 هـ - 1856) كان سلطان سلطنة مسقط وعمان.

## ولادته
ولد في (ولاية سمائل)، وقيل في بلدة (الغبرة) في العاصمة مسقط سنة 1204 هـ - الموافق حوالي 1791. وقيل وفاته في عام 1856 م قام والده السيد سلطان بن أحمد بتعيين محمد بن ناصر الجابري وصيا على ابنيه، سالم بن سلطان وكان يبلغ من العمر (15) عاما، وسعيد كان له من العمر (13) عاما، وفي هذه الأثناء قام عمهما قيس بن أحمد حاكم صحار بمحاولة للاستيلاء على السلطة في عمان، فاجتمعت الأسرة البوسعيدية وشاركت في الاجتماع السيدة موزة بنت الإمام أحمد وأقر هذا الاجتماع طلب المساعدة من السيد بدر بن سيف بن الإمام أحمد والذي كان متواجدا في الدرعية «عاصمة الدولة السعودية الأولى» بعد هربه من عمان على اثر فشل الانقلاب الذي قام به ضد السيد سلطان بن أحمد عام 1803 م، وعندما وصلت الدعوة إلى بدر من الوصي محمد بن ناصر فأنه سرعان ما توجه إلى مسقط ليمسك بزمام الأمور هناك، وقد استمر بدر بن سيف الحاكم الفعلي لعمان لمدة عامين حتى انتهى عهده بعد سقوطه صريعا على يد السيد الشاب سعيد بن سلطان بعد مبارزة رسمية بالسيف جرت بينهما في ولاية بركاء.
وبمقتل السيد بدر بن سيف تم لسعيد بن سلطان توطيد حكمه في عمان والمناطق التابعة لها.

## توليه للحكم
تولى السيد سعيد بن سلطان مقاليد الحكم عام 1806، وقد اتسع النفوذ العماني في عهده إلى أقصى مداه، حيث امتدت الإمبراطورية العمانية من بندر عباس على ضفاف الخليج العربي إلى ميناء زنجبار على الساحل الشرقي لإفريقيا، بالإضافة إلى بعض الجزر الواقعة في منطقة الخليج وبحر العرب والمحيط الهندي بما فيها أرخبيل جزر القمر.
وفي عهده ازدهرت الحياة الاقتصادية، وتعايشت الأجناس من عرب وأفارقة وآسيويين وغيرهم تعايشا حسنا، وقد كان مفهوم الاقتصاد في عهد السيد سعيد بن سلطان يعتمد على تنمية حرية التجارة مع مختلف الشعوب دون تمييز، حيث بنى أسطولا تجاريا ضخما تسانده قوة بحرية فتية، توطيداً للعلاقات التجارية المتميزة مع كل من (الصين) و(شرق آسيا) و(الهند) و(سيلان) و(إيران) وغيرها من الدول.

## علاقاته الخارجية
تم إجراء اتفاقية مع الولايات المتحدة الأمريكية في عام 1833م، ثم أرسل السلطان سعيد بن سلطان سفينة عمانية (السلطانة) إلى الولايات المتحدة الأمريكية في عهد الرئيس أندرو جاكسون وكانت تنقل أول سفير عماني في تلك البلاد وهو أحمد بن النعمان الكعبي ويعتبر أول مبعوث عربي يصل إلى هناك.
وقد أشاد معظم الباحثين بالسياسة الحكيمة والمتزنة التي انتهجها السلطان سعيد بن سلطان حيث عقد اتفاقيات مع 22 دولة وتبادل الرسائل مع 33 دولة، وكان يعامل الدول الأخرى بمبدأ المعاملة بالمثل، ونأى بنفسه عن التورط في المشاكل الدولية، ومن ذلك رفضه تلبية طلب خديوي مصر آنذاك لمشاركته في حروبه ضد الدول المجاورة.
ظهرت مصلحة مشتركة بين بريطانيا متمثلة في شركة الهند الشرقية البريطانية وبين سلطان عمان السيد سعيد بن سلطان، فمن ناحية كان من مصلحة سعيد بن سلطان الاعتماد على الشركة في معاملاته معها درءاً للأخطار التي كانت تحدق به من جيرانه القواسم والدولة السعودية الأولى. وشب قتال بينه وبين بعـض عمال الإمام سعود بن عبد العزيز، فبايع للإمام سعود، وأصبحت مسقط وســـائر بـــلاد عمـــان تابعـــه للدولة السعودية الأولى سنة 1223هـ/1808م، ونقــض عهـــده ســـنة 1224 هـ /1809م، فاستنجد بالإنجليز، واستعان ببعض مراكبهم، وتجدد القتال بينـه وبـين مجاوريـه مـن عمـال الإمام سعود. ثم استعان بحكومة إيران سنة 1225هـ / 1810م، وقاتلهم وازم. وعـاد فأصـلح بعـض أمـره. وعقـد معاهـدة تجاريـة مـع بريطانيـا سـنة 1225هــ / 1810م، كمـا عقـد معاهـدتين مـع الفرنسـيين عـام 1225- 1226هــ / 1810-
1811م، ومعاهدة مع الحكومة الأميركية عام 1227 هـ /1812م .
ومن ناحية أخرى كان من صالح الشركة البريطانية أن يكون لها حليفاً مثل السيد سعيد بن سلطان يعاونها في القضاء على القواسم الذين كانوا لا يتورعون عن مهاجمة السفن البريطانية في الخليج العربي.
وفي عهده اشتد التنافس الفرنسي البريطاني على كسب ود السلطنة، فقد اهتمت فرنسا في عهده بتدعيم علاقاتها التجارية الثنائية مع السلطنة على الرغم من مقاومة بريطانيا لهذا التقارب، ولكن بريطانيا اضطرت أخيرا للرضوخ عندما رأت أنه ليس من صالحها توتير الوضع بينهما.

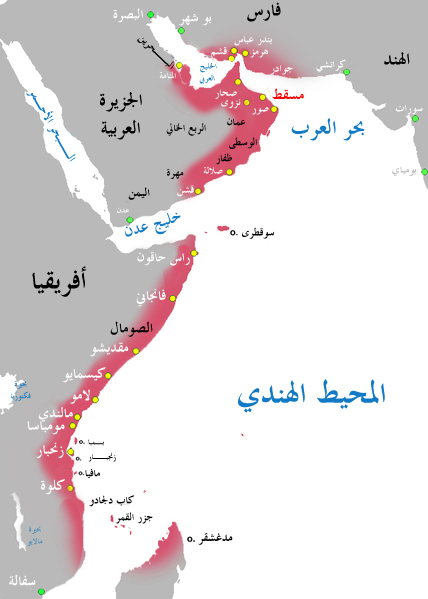
امتداد نفوذ السلطنة العمانية فترة حكم السلطان سعيد

## العصر الذهبي
يعتبر المؤرخون أنّ فترة السيد سعيد بن سلطان هي الفترة الذهبية في التاريخ العماني لاعتبارات مهمة منها:
1- اتساع نفوذ دولة عمان بشكل لم تشهده قط، كما سبق وأن ألمحنا.
2- المركز المرموق الذي احتله السلطان سعيد في المجال الدولي، والاحترام الذي كان يتميز به بين حكام أوروبا وآسيا وأفريقيا والولايات المتحدة الأمريكية في ذلك العصر هذا بالإضافة إلى شعبيته الواسعة بين أفراد شعبه.
3- استقرار الحكم العماني، رغم المطامع والمؤامرات الأجنبية، ففي الوقت الذي كانت الصراعات العربية- العربية مستمرة على سواحل الخليج العربي، وفي شبه الجزيرة العربية، فضلا عن التنافس الشديد بين المطامع البريطانية والفرنسية والفارسية استطاع السيد سعيد المحافظة على استقلال بلاده بتوازن دقيق مستخدما الدبلوماسية أكثر من القوة العسكرية من أجل الوصول إلى أهدافه.
4- قوة الاقتصاد العماني، المستند إلى تقدم وتطور التجارة العمانية التي كانت تعتمد هي الأخرى على أسطول تجاري ضخم (اعتبره الخبراء ثاني أكبر أسطول في المحيط الهندي في ذلك الوقت) تسانده قوة بحرية متميزة. حيث طوّر السيد سعيد بن سلطان اقتصاد مملكته في شرق أفريقيا بالإضافة إلى التجارة العمانية الواسعة مع الصين وجنوب شرق آسيا والهند وسيلان وإيران.

## وفاته
توفي السيد سعيد بن سلطان بتاريخ 19 صفر سنة 1273 هـ الموافق حوالي 1856 م على متن سفينته فيكتوريا أثناء رحلته من عمان إلى زنجبار وذلك بالقرب من جزيرة سيشل، ودفن في زنجبار في المقبرة المخصصة لدفن أولاد الإمام. ويصف س.ب.مايلز وفاة السيد سعيد بقوله:«وهكذا اختتم السيد سعيد حياة حافلة رائعة، وكان له من العمر ستة وستون عاما وسبعة أشهر، وبعد حكم دام خمسين عاما. لقد كان السيد سعيد مثالا للبطل العربي. لقد كان شجاعا، أظهر في مرات عديدة بسالة نادرة. لقد كان حكيما وذكيا، كريما، جليلا، كان يحبه كل شعبه، وقد حفر له في قلب كل منهم صورة عظيمة، ولقد أظهر في تعامله مع القبائل العربية حذقا وفطنة لم يعرفهما غيره. ويستطيع ذلك السلطان العربي أن يفخر أنه كان أول حاكم عربي أعطى السلم لشرقي أفريقيا، وأنه بتشجيعه للتجارة وحمايته لها، جعل من عاصمته هناك مركزا تجاريا بين الهند، وفارس، والجزيرة العربية، وبذلك زاد من ثروة بلاده».
وقد كانت وفاته نقطة تحول خطيرة في تاريخ هذه الإمبراطورية العملاقة والسبب الأساسي في ضعفها وانقسامها بعد ذلك. فبعد وفاة السيد سعيد بدأ الخلاف يدب بين أبنائه حول من يخلفه، حيث لم يشر السيد سعيد في وصيته عمن سيخلفه في الحكم وإنما اكتفى أثناء حياته، بتعيين اثنين من أنجاله كنائبين عنه على شطري إمبراطورية بشقيها الآسيوي والأفريقي، فقد عين ابنه الأكبر ثويني كنائب عنه في مسقط أثناء غيابه بينما كان ابنه ماجد نائبا للسلطان في زنجبار.

## بعض أولاد السيد سعيد بن سلطان
وكان لدى السيد سعيد بن سلطان 36 من أبنائه 26 ولد وعشرة بنات فهؤلاء هم أبنائه
1. السيد هلال بن سعيد آل سعيد (c.1815 - 1851) كان مدمنا على الكحول[8]، وقد استقام في آخر حياته وحج إلى بيت الله الحرام وقد توفي في عهد والده وقد أزاح ولاية العهد منه لأخيه خالد. ثلاثة أبناء: سعود، فيصل، ومحمد.
2. السيد خالد بن سعيد آل سعيد (c.1819 - 1854) تولى ولاية العهد بدل أخيه هلال بتدخل من أمه إلا أن الله قد قدّر موت خالد في عهد أبيه مما أهّل أخويه ماجد وثويني للحكم بعد السيد سعيد.
3. السيد ثويني بن سعيد آل سعيد (-1866)، وقد تولّى حكم الجانب العماني من الإمبراطورية بعد وفاة والده 1856-1866 وقد اغتاله ابنه سالم ليتولّى الأخير الحكم من بعده حتى تنصيب الإمام عزان بن قيس.
4. السيد محمد بن سعيد آل سعيد (1826-1863). عاش معظم حياته في عمان وقد عرف عنه استقامته في الدين وزهده في الدنيا وقد وكّله إخوانه في عمان ليمثلهم في قسمة ورث أبيهم.
5. السيد تركي بن سعيد (1832-1888)، تولّى حكم عمان بعد قتل الإمام المرتضى عزان بن قيس، 1871-1888
6. السيد ماجد بن سعيد (1834/5-1870)، وسلطان زنجبار، 1856-1870
7. السيد برغش بن سعيد (1837-1888)، وسلطان زنجبار، 1870-1888
8. السيد عبد الوهاب بن سعيد آل سعيد (1840-1866)
9. السيد جمشيد بن سعيد آل سعيد (1842-1870)
10. السيد حمدان بن سعيد آل سعيد (1843-1858)
11. السيد غالب بن سعيد آل سعيد
12. السيد سويدان بن سعيد آل سعيد (1845 --؟)
13. السيد عبد العزيز بن سعيد آل سعيد (1850-1907)
14. السيد خليفة بن سعيد (1852-1890)، وسلطان زنجبار، 1888-1890
15. السيد حمد بن سعيد آل سعيد
16. السيد شويد بن سعيد آل سعيد
17. السيد عباس بن سعيد آل سعيد
18. السيد منين بن سعيد آل سعيد
19. السيد علي بن سعيد (1854-1893)، وسلطان زنجبار، 1890-1893
20. السيد بدران بن سعيد آل سعيد (؟ -1887)
21. السيد ناصر بن سعيد آل سعيد (1862 -1887) توجّه إلى مكة المكرمة، توفي شاب (في العشرينات من عمره)
22. السيد عبد الرب بن سعيد آل سعيد (؟ -1888)
23. السيد أحمد بن سعيد آل سعيد.
24. السيد طالب بن سعيد آل سعيد.
25. السيد عبد الله بن سعيد آل سعيد

## الهوامش
1. ↑  Encyclopædia Britannica | Said ibn Sultan (بالإنجليزية), QID:Q5375741
2. 1 2  Emmanuel K. Akyeampong; Henry Louis Gates, Jr., eds. (2012), Dictionary of African Biography (بالإنجليزية), New York City: Oxford University Press, OL:24839793M, QID:Q46002746
3. 1 2  "زنجبار وساحل شرق إفريقية في عهد السيد سعيد بن سلطان البوسعيدي" (PDF). زنجبار وساحل شرق إفريقية في عهد السيد سعيد بن سلطان البوسعيدي. مؤرشف من الأصل (PDF) في 2022-03-19.
4. 1 2  البحراني (2008).
5. ↑  فارس (1997)
6. ↑  س.ب مايلز : الخليج بلدانه وقبائله، ترجمة محمد أمين عبد الله، وزارة التراث القومي والثقافة، سلطنة عمان،1983 م، ص 352 / 353.
7. ↑  روبرت جيران لاندن، عمان منذ 1856 مسيراً ومصيراً، ترجمة محمد أمين عبد الله، المطبعة الشرقية، مطرح، وزارة التراث القومي والثقافة العمانية، بدون تاريخ كله كذب، ص325.
8. ↑  وفقا لRuete (Ch. 15